# Parc botanique de Haute-Bretagne
Le parc botanique de Haute-Bretagne ou anciennement parc floral de Haute-Bretagne, est un parc privé ouvert au public d’une superficie de vingt-cinq hectares, situé en Ille-et-Vilaine, à dix kilomètres au nord de la cité médiévale de Fougères. 
Le parc fait partie de la propriété de la Foltière au milieu duquel s’érige un château dont la construction débuta en 1836. Il comprend 24 jardins conçus à partir de 1994 par le propriétaire des lieux, Alain Jouno. Les jardins thématiques mettent en scène plus de 7000 espèces botaniques provenant de tous les continents. Les jardins d'inspiration japonaise sont particulièrement développés.

## Situation
Le parc botanique de Haute-Bretagne se situe sur la commune du Châtellier, à dix kilomètres de Fougères entre Rennes et le Mont Saint-Michel, à proximité de la sortie 30 de l’A84.

## Histoire
Le parc botanique de Haute-Bretagne est créé à partir de 1994 autour du château de la Foltière. L’édifice est un ancien manoir qui fut le quartier général du Comte Joseph de Puisaye, lequel tenta de soulever les départements de l’Ouest pendant la Révolution française. En 1820, le domaine de la Foltière est racheté par la famille Frontin des Buffards qui l’aménage en construisant l’actuel château et un parc romantique à l’anglaise .
Le parc, abandonné une grande partie du XXe siècle, est transformé à partir de 1994 par son nouveau propriétaire, Alain Jouno. Il transforme 25 hectares de la propriété en jardins thématiques liés à l’inspiration poétique, l’histoire des jardins ou les souvenirs de voyages. Au fil des ans il collectionne et met en scène des milliers d'espèces provenant de tous les continents. 
Le Parc dispose d'un salon de thé, d'une pépinière et les chambres du château se sont changées en chambres d'hôtes.

## Organisation
Les jardins thématiques sont de styles japonisant, italien, français, anglais, perse... Ils sont le reflet d'un monde multiple. Chaque jardin manifeste sa propre ambiance et a été dessiné pour s’adapter à la topographie du domaine de la Foltière. L’environnement du parc est très vallonné et boisé et ses contours sont délimités par une barrière d’arbres.
Les vingt-quatre jardins du jardin botanique sont regroupés autour de trois thèmes dominants : les jardins de l’Arcadie, les jardins romantiques et les jardins du crépuscule.

### Liste des jardins thématiques

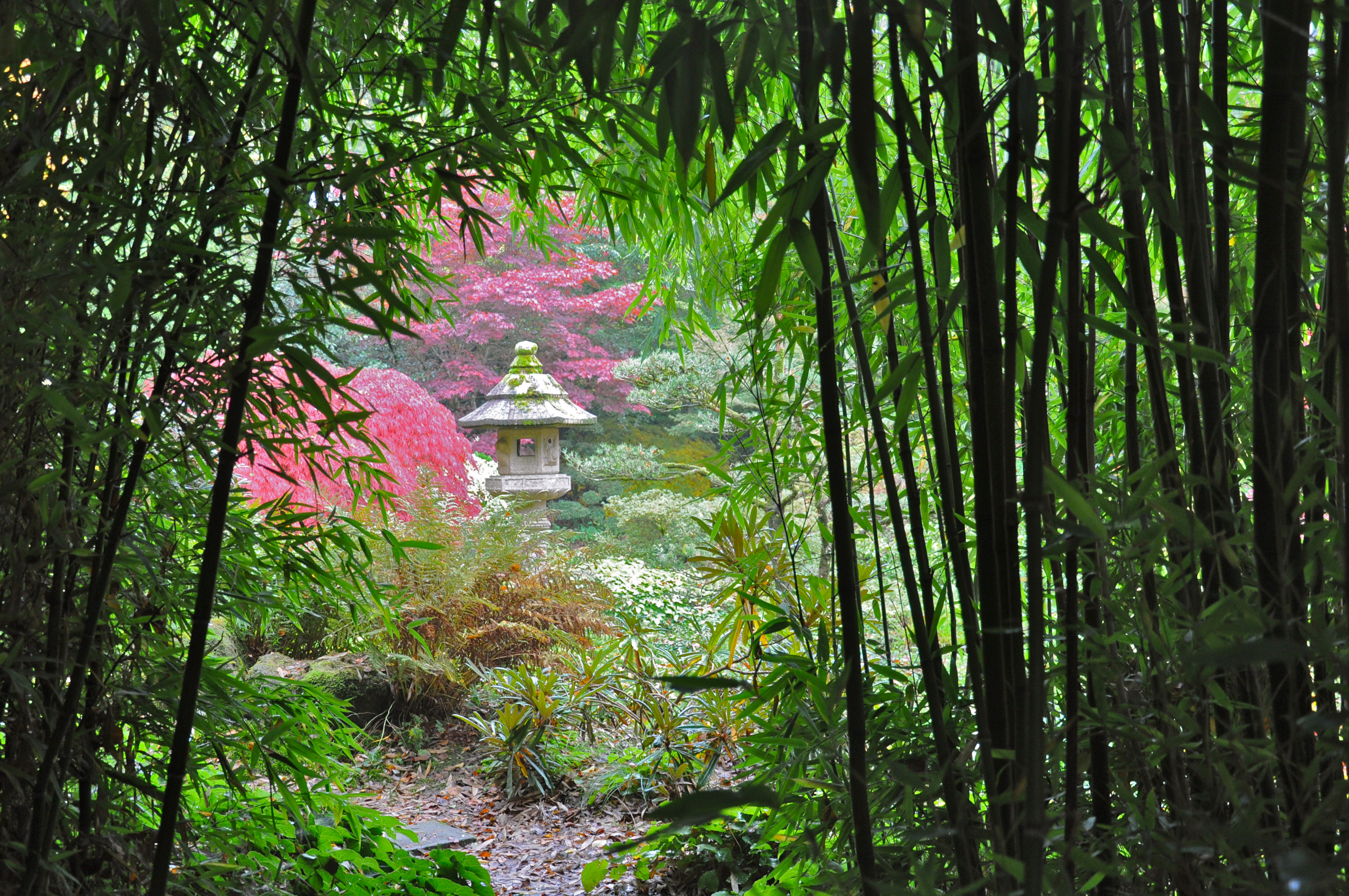
Le jardin du Soleil levant

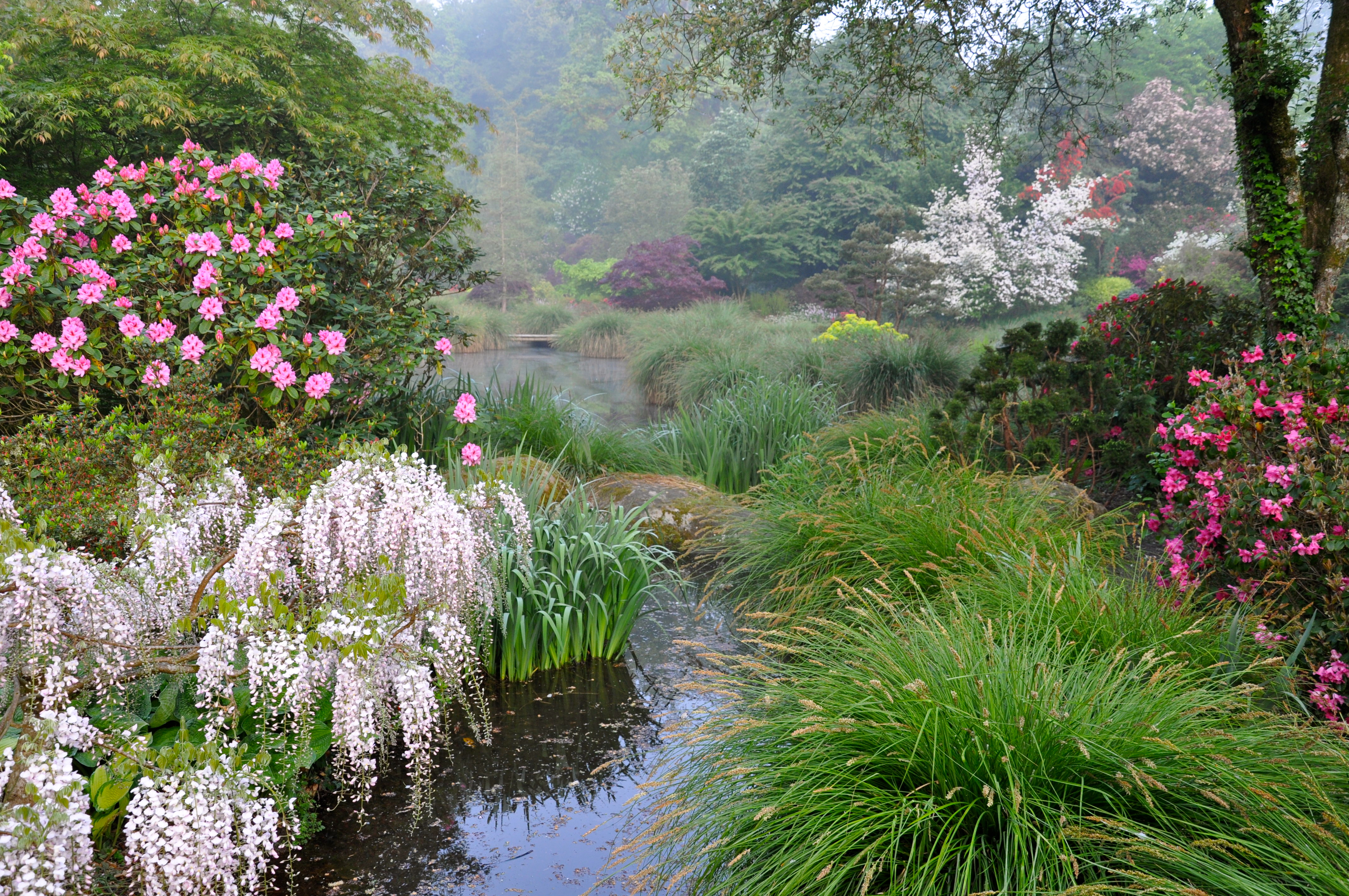
Le vallon des Poètes

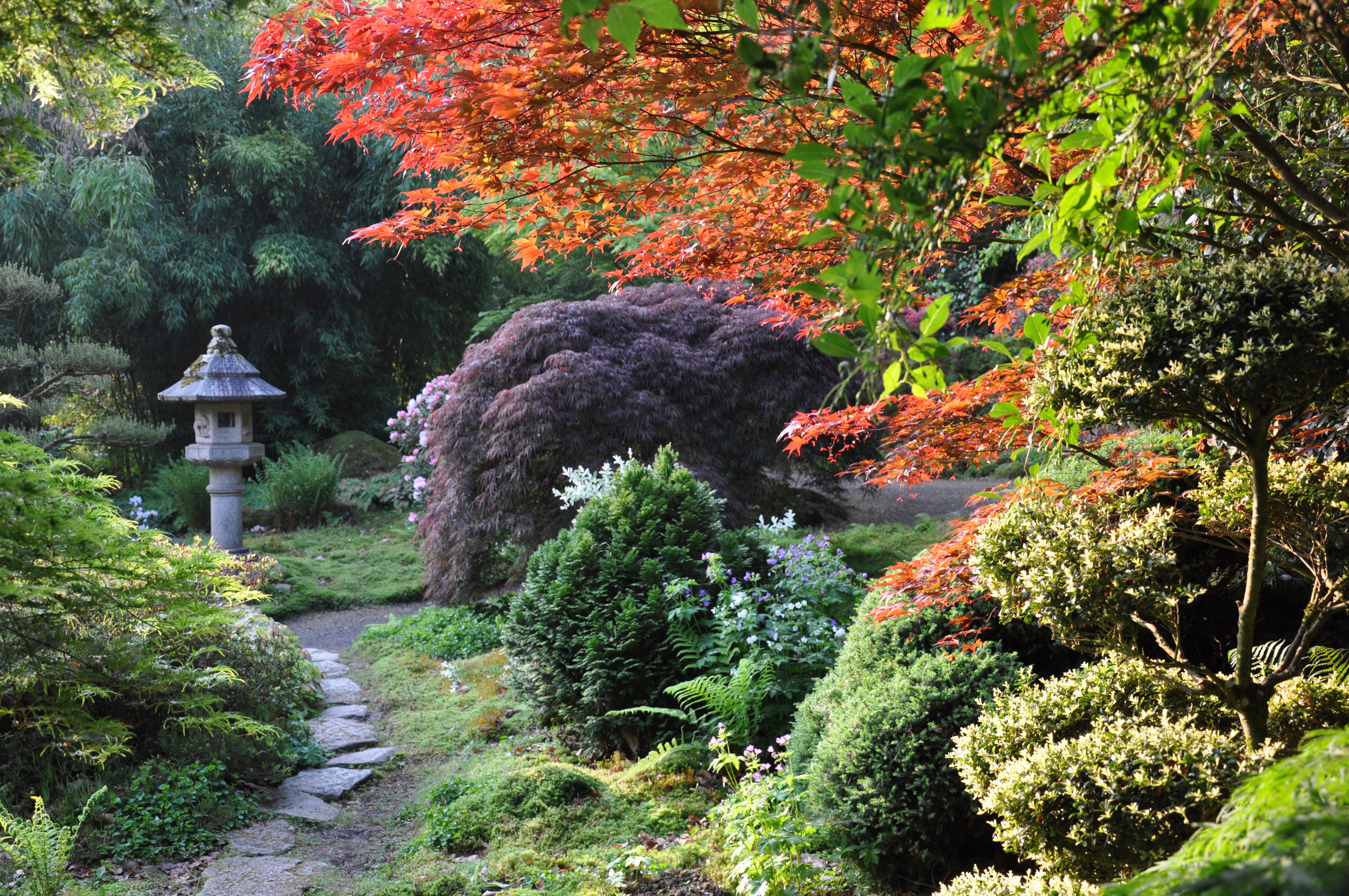
Le jardin du Soleil levant

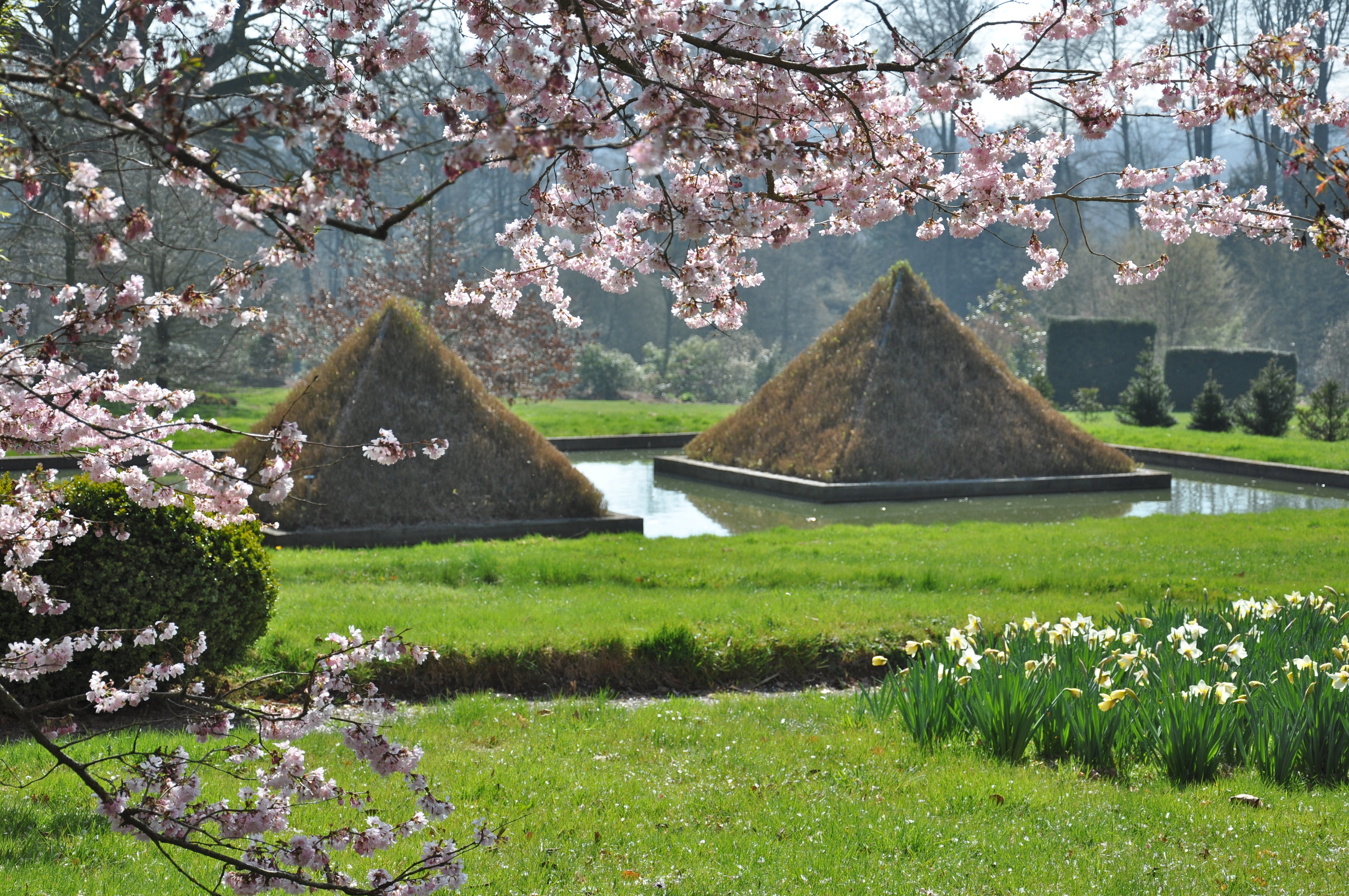
Le bosquet de bambous

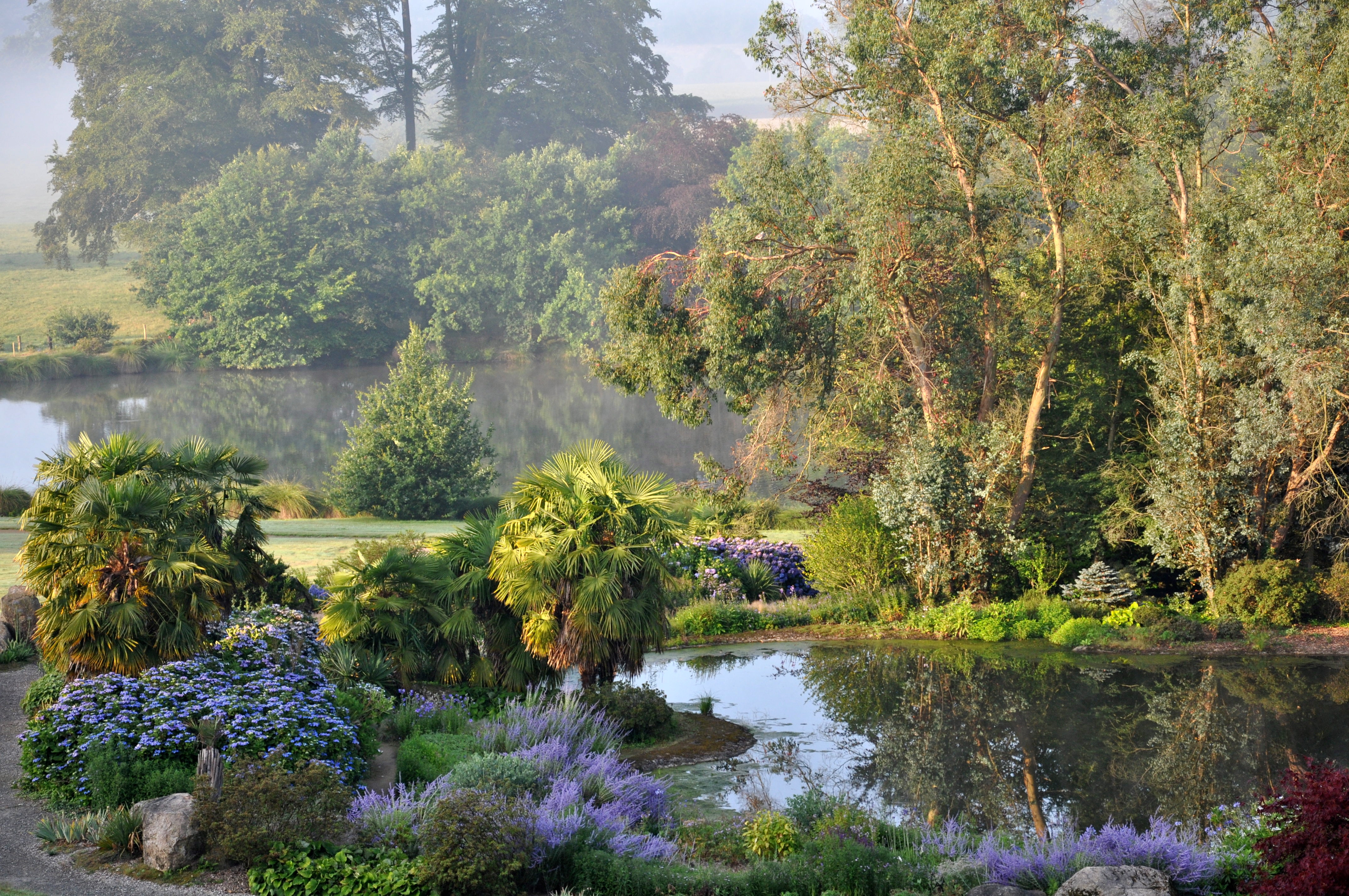
Le jardin de la source bleue

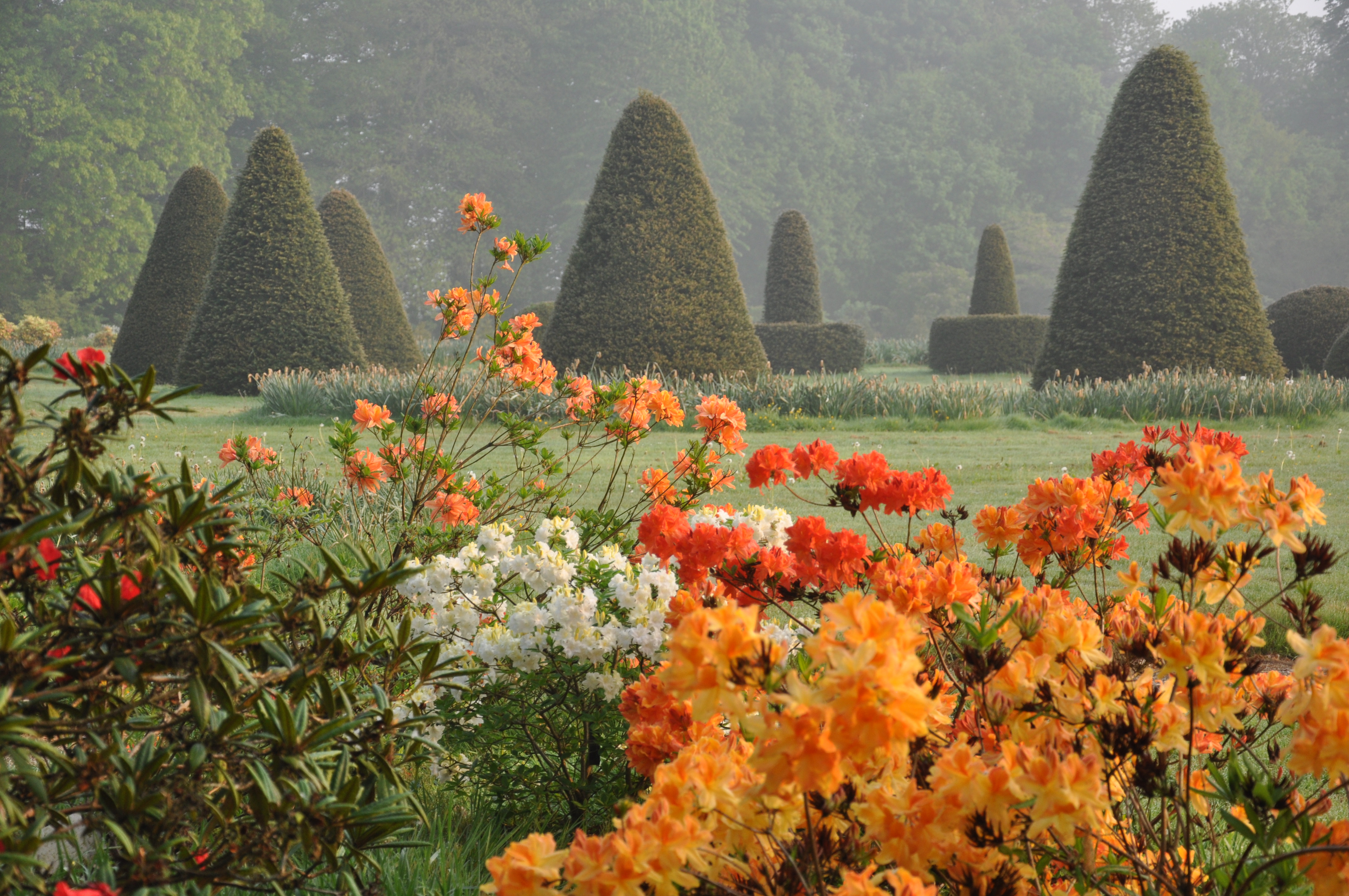
Le jardin de l'Olympe

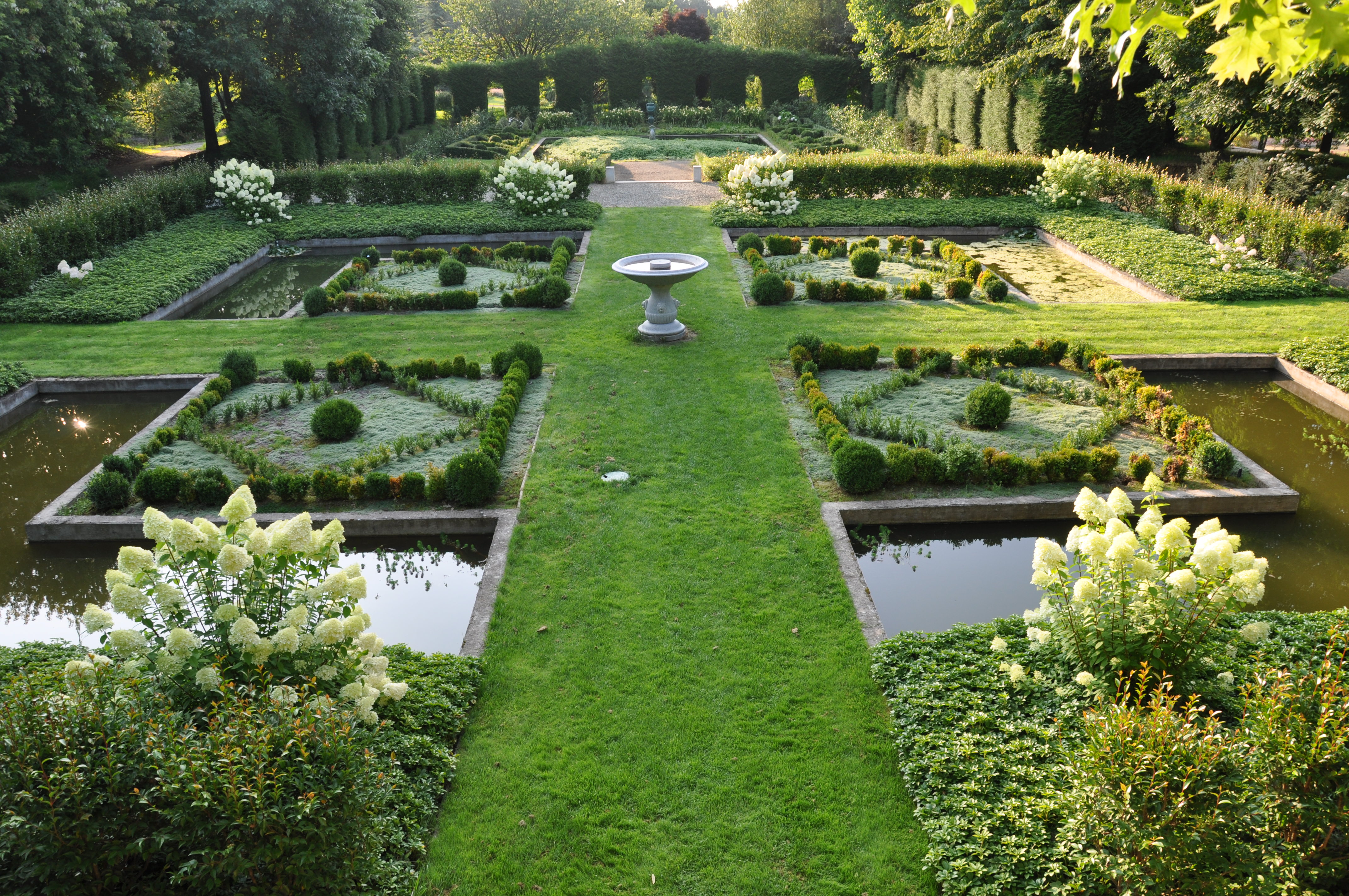
Le jardin secret

#### Les jardins de l’Arcadie
Ils évoquent la genèse des jardins...
- L’allée des perles blanches.
- Le jardin des mille et une nuits
- La cité antique
- La cité de Knossos
- Le bosquet de Bambous
- Le jardin secret
- L’allée des roses anciennes
- Le jardin de Dionysos
- Le jardin de l’Olympe
- Le labyrinthe des Robinsons
- Le jardin préhistorique

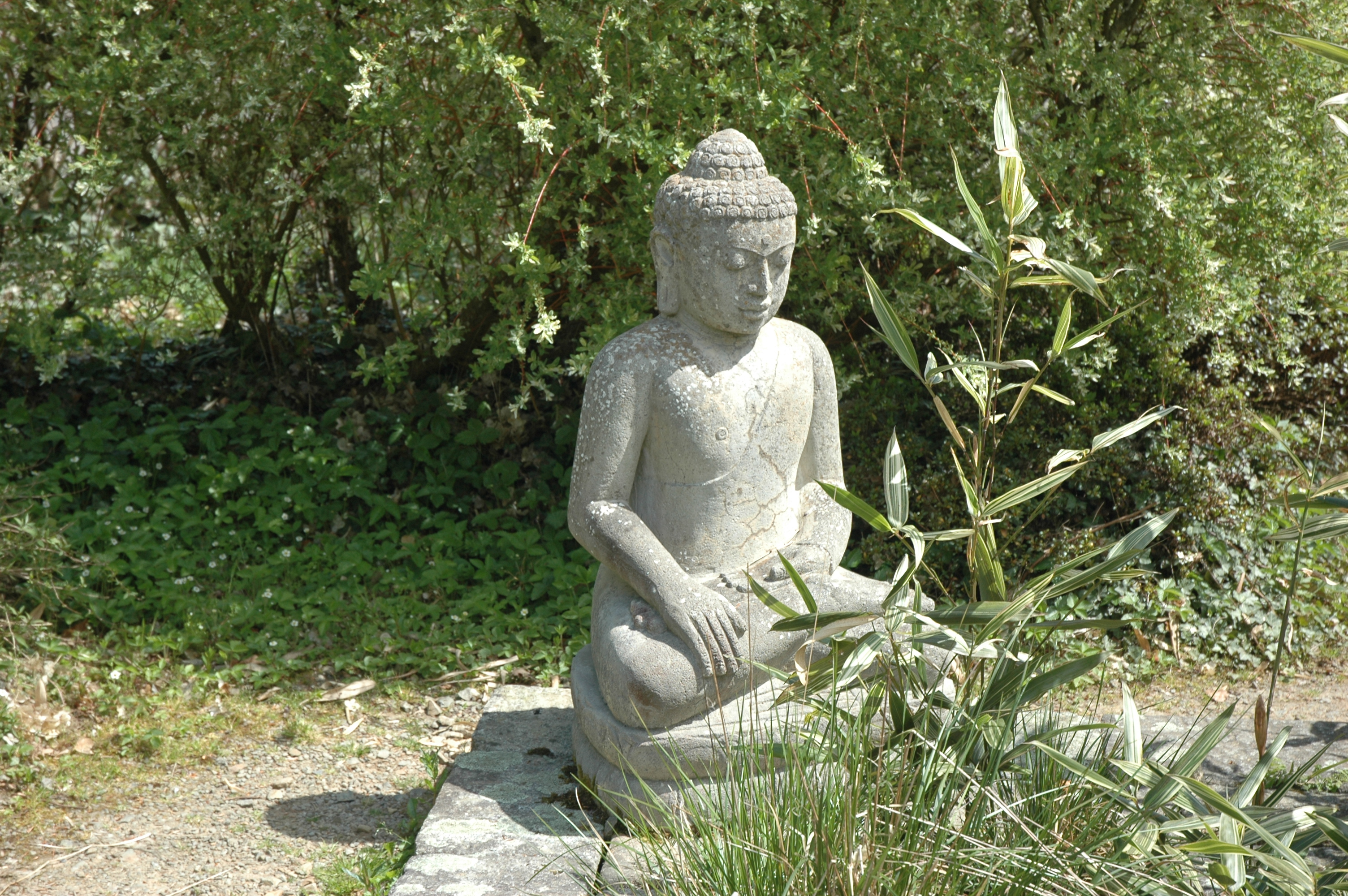
L'allée des perles blanches
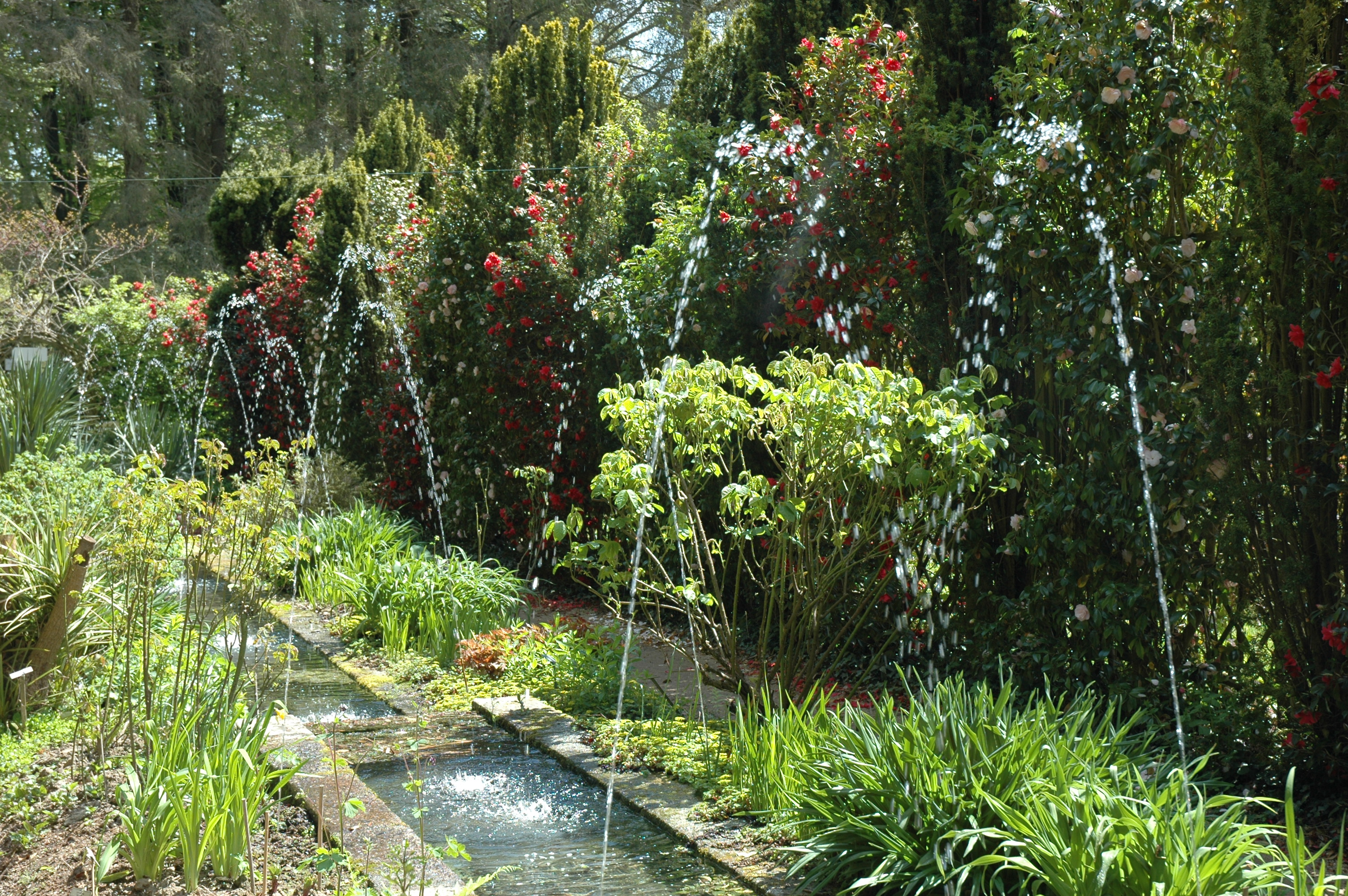
Le jardin des mille et une nuits
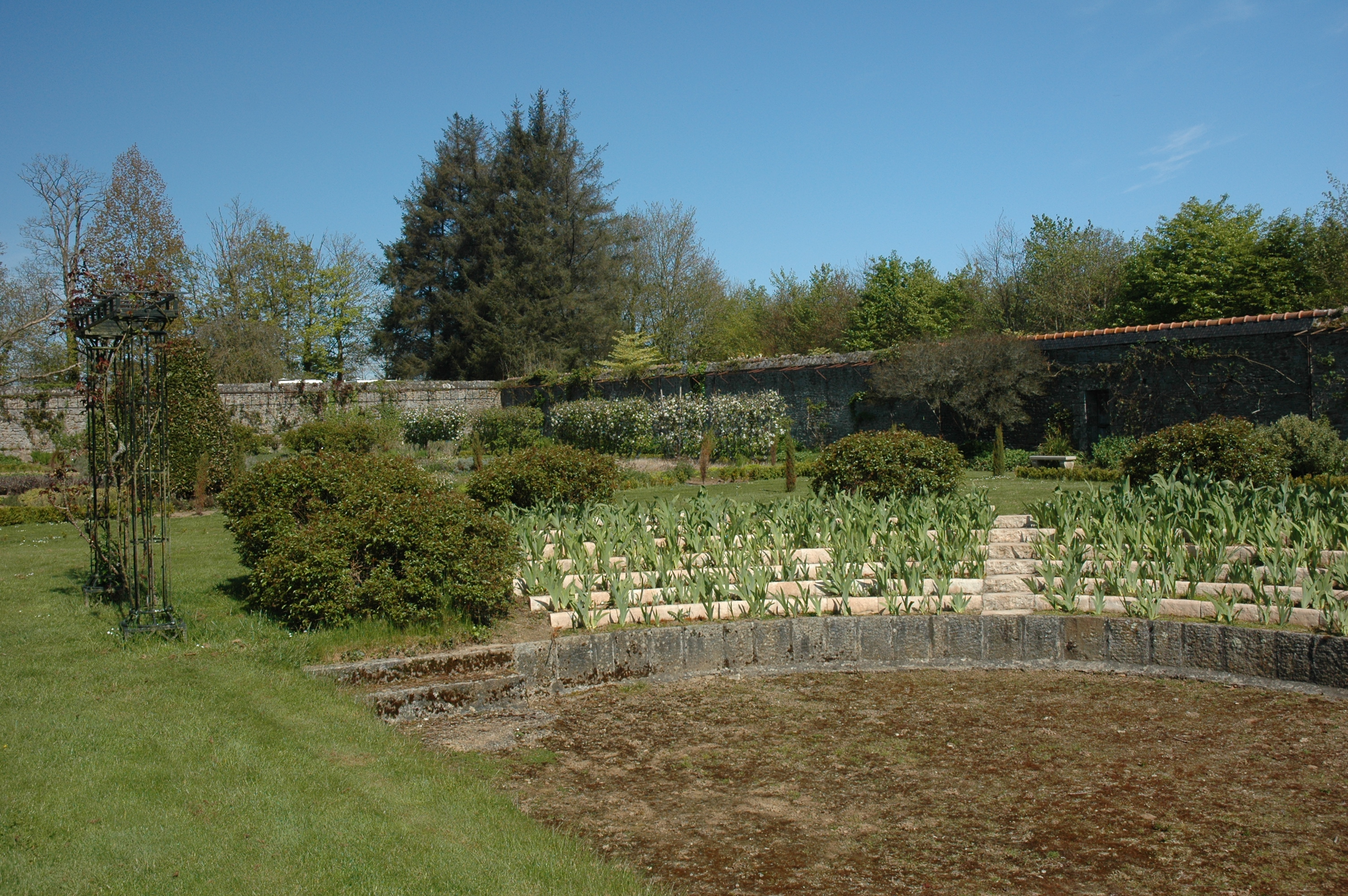
La cité antique
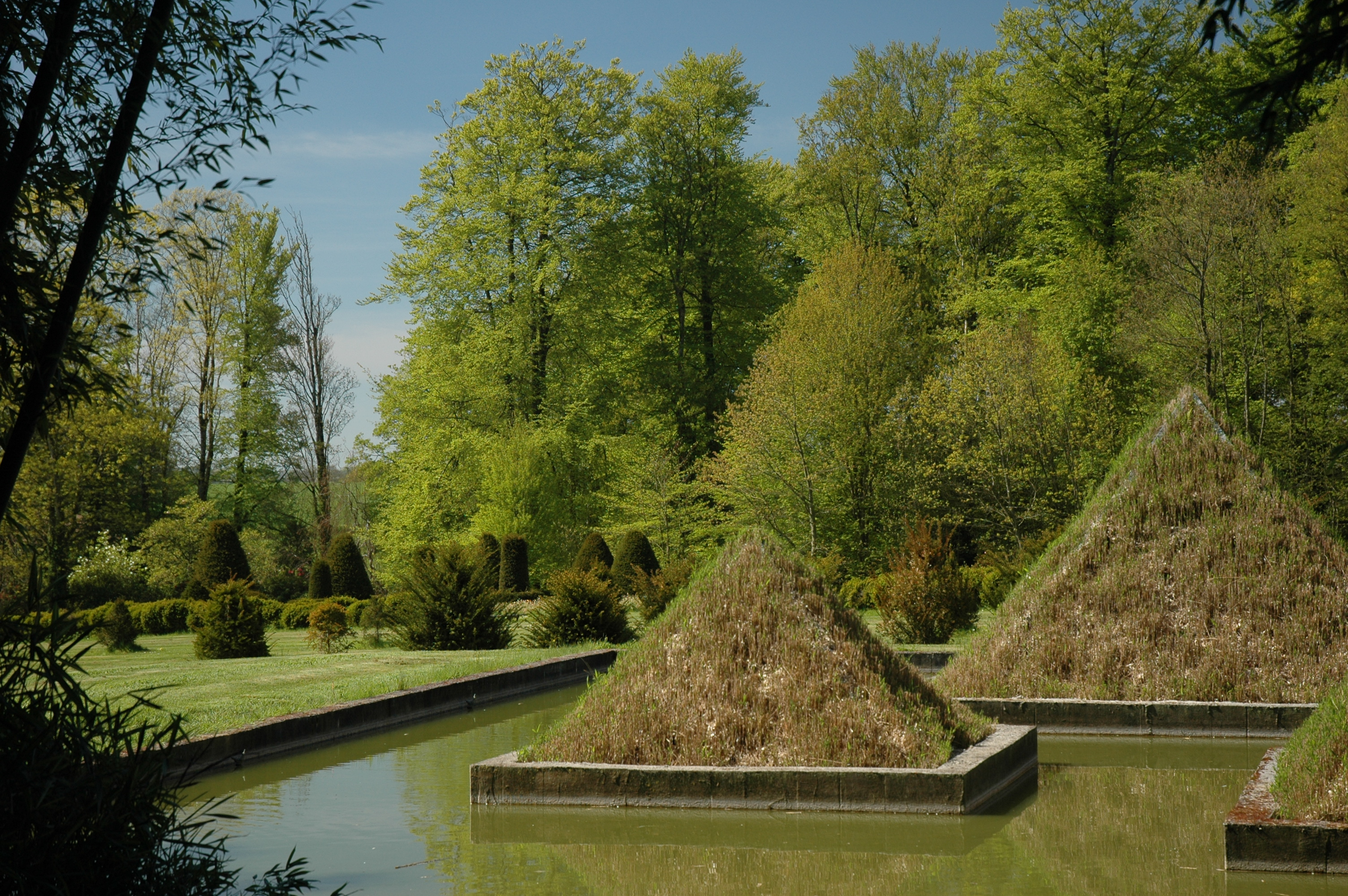
Le bosquet de Bambous
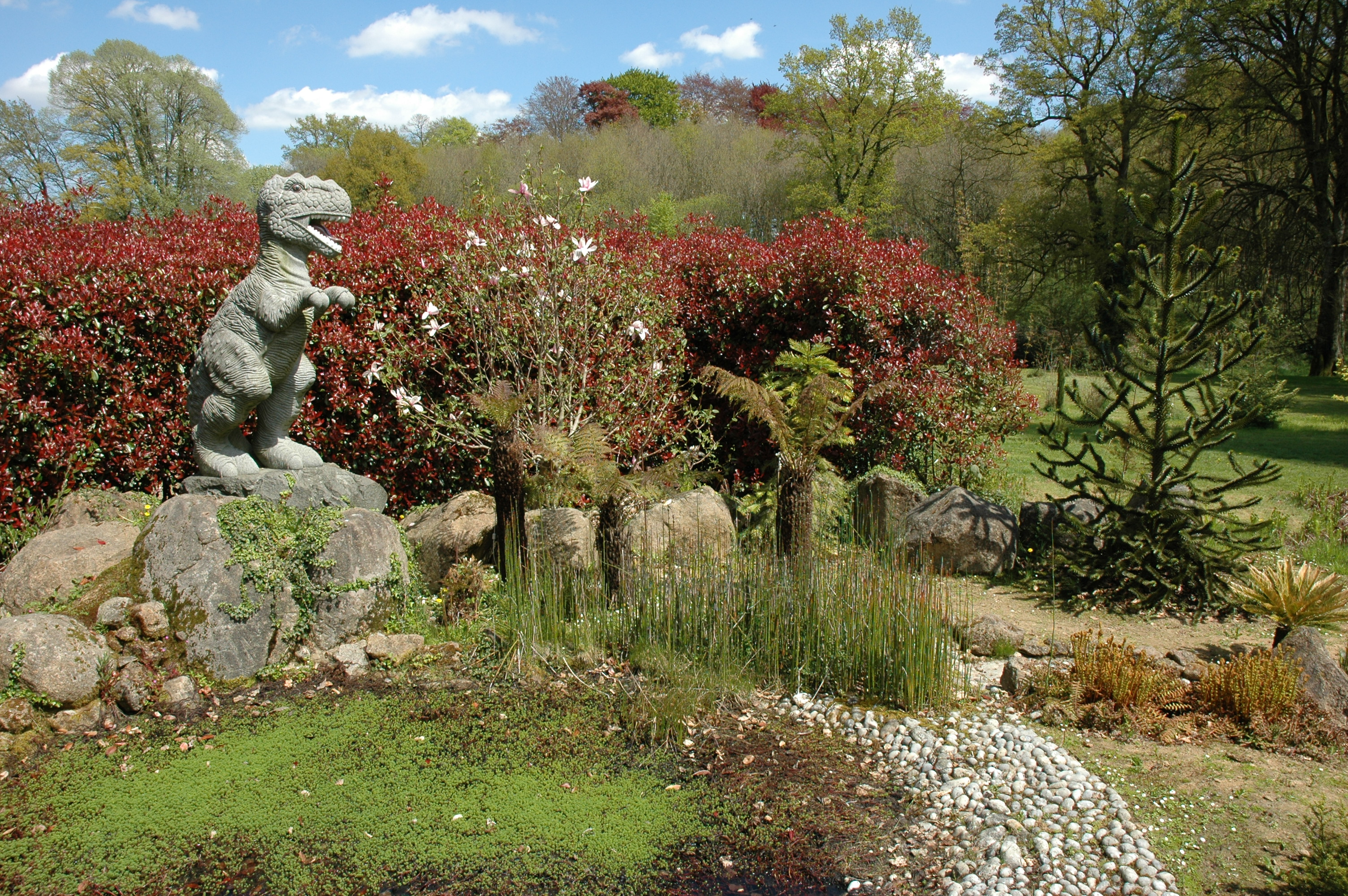
Le jardin préhistorique

#### Les Jardins Romantiques
Ils évoquent les premières plantations de la propriété...
- Le jardin du Soleil-Levant
- Le bois décisif
- Le jardin des parfums exotiques
- La source bleue
- L’antre des carnivores
- Le jardin des quatre saisons
- L’allée des roses modernes

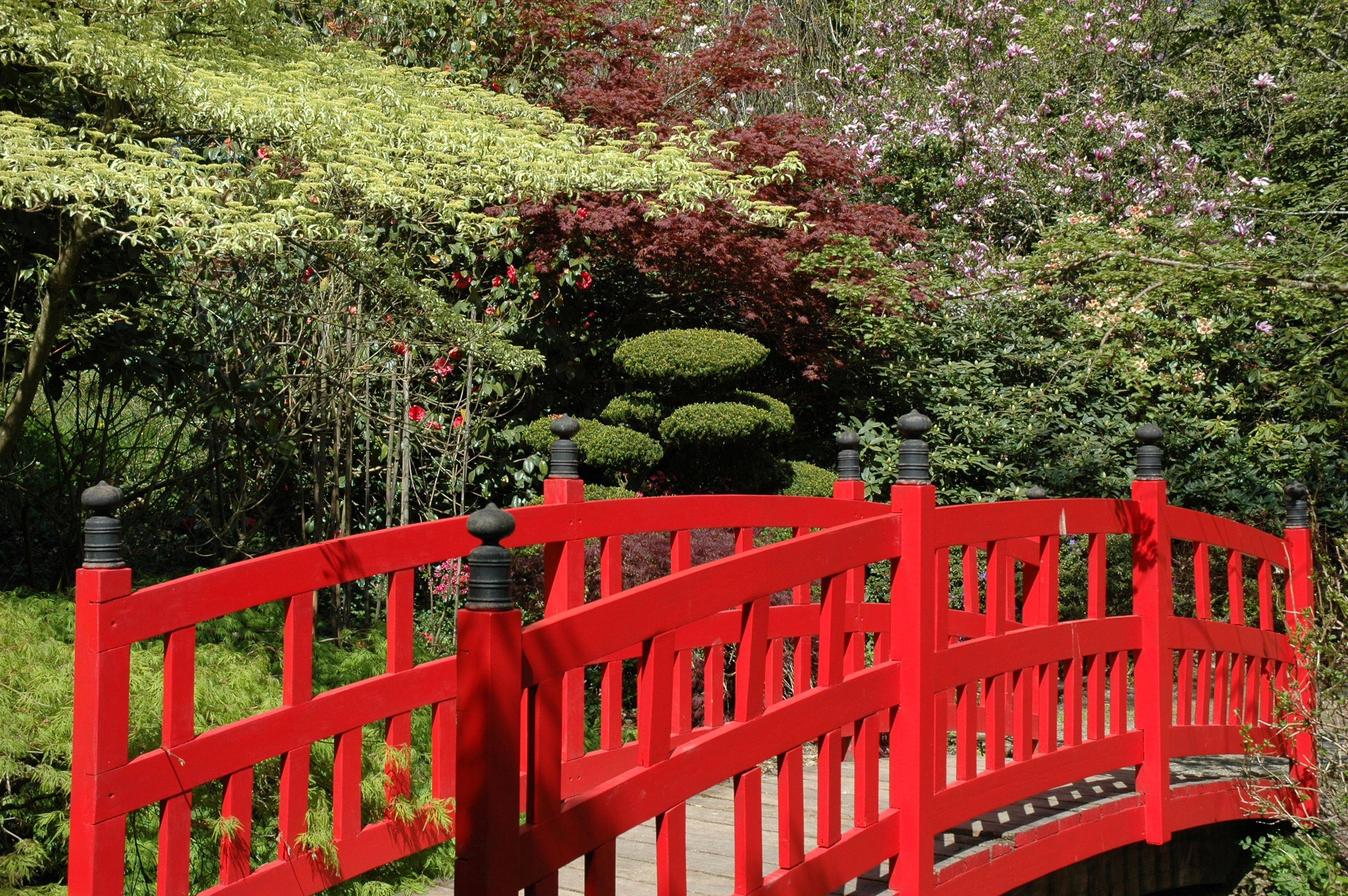
Le jardin du soleil levant
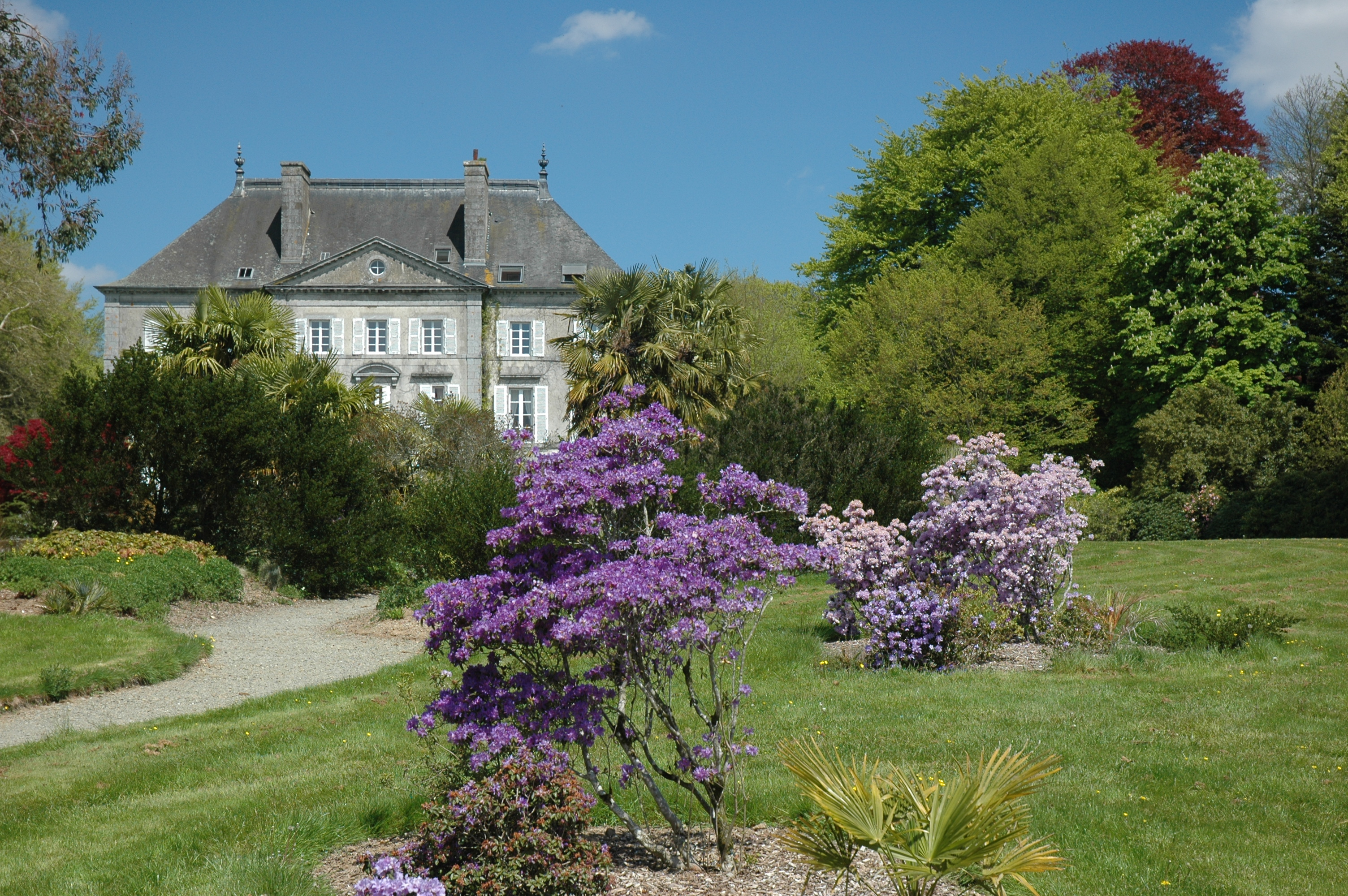
La source bleue
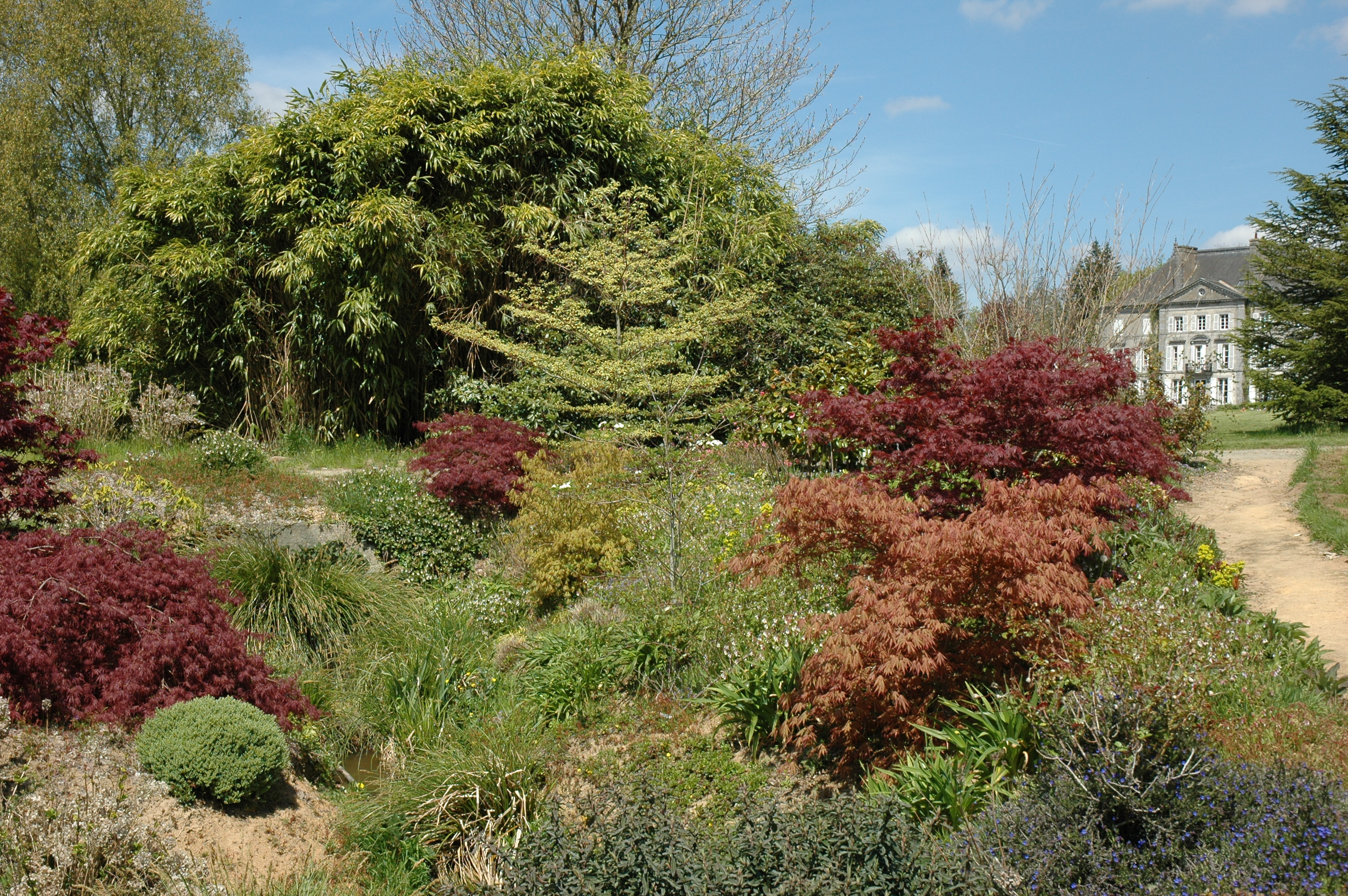
Le jardin des quatre saisons

#### Les Jardins du Crépuscule
Ils évoquent le crépuscule d'une vie...
- Le reposoir de l’harmonie du soir
- Le jardin des nuits étoilées
- Le jardin des rêveries d’un soir d’été
- Le jardin de la lune rousse
- Le jardin du soleil couchant
- Le jardin du vieux chêne

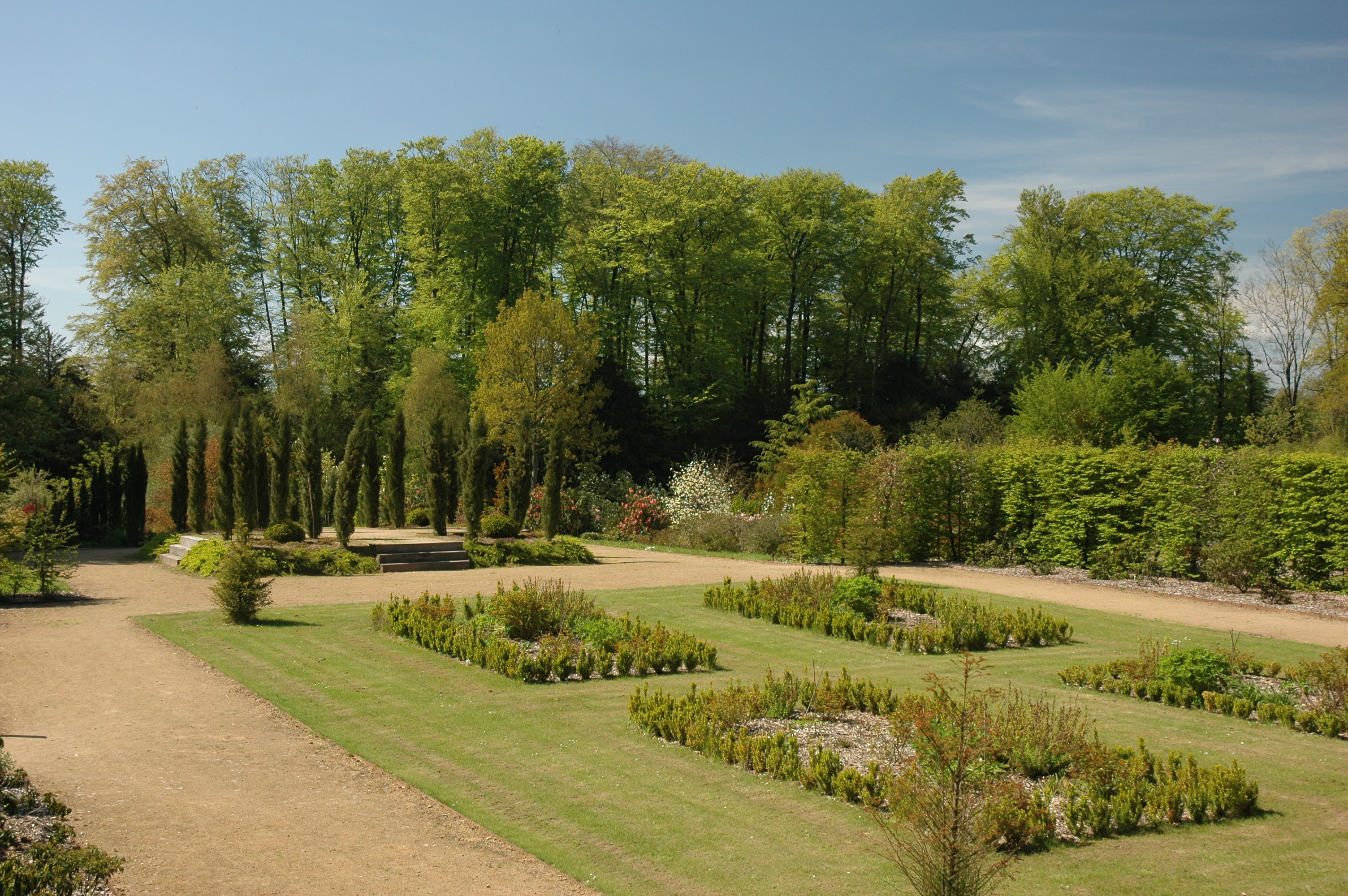
Le reposoir de l'harmonie du soir
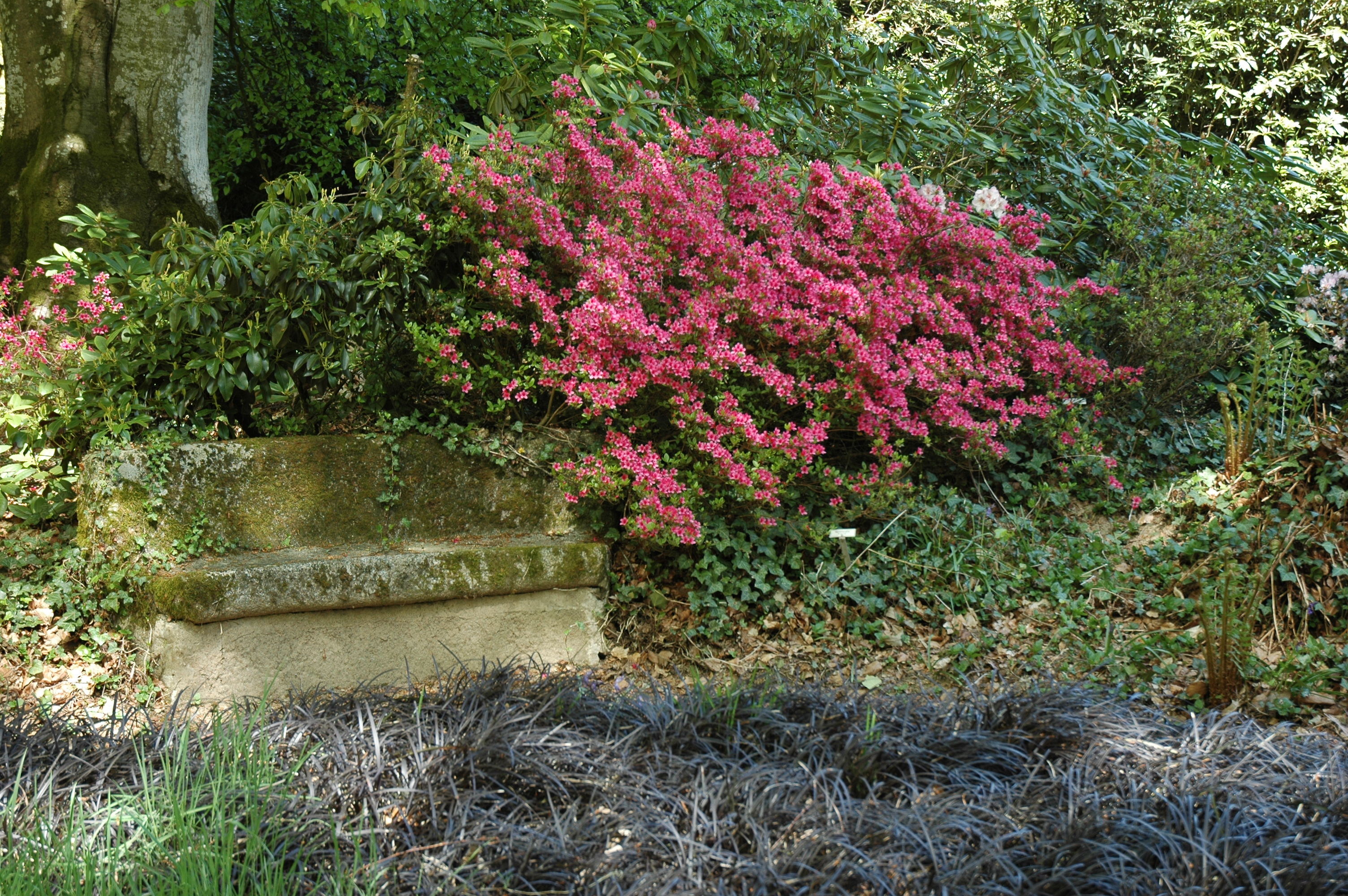
Le jardin d'une nuit étoilées
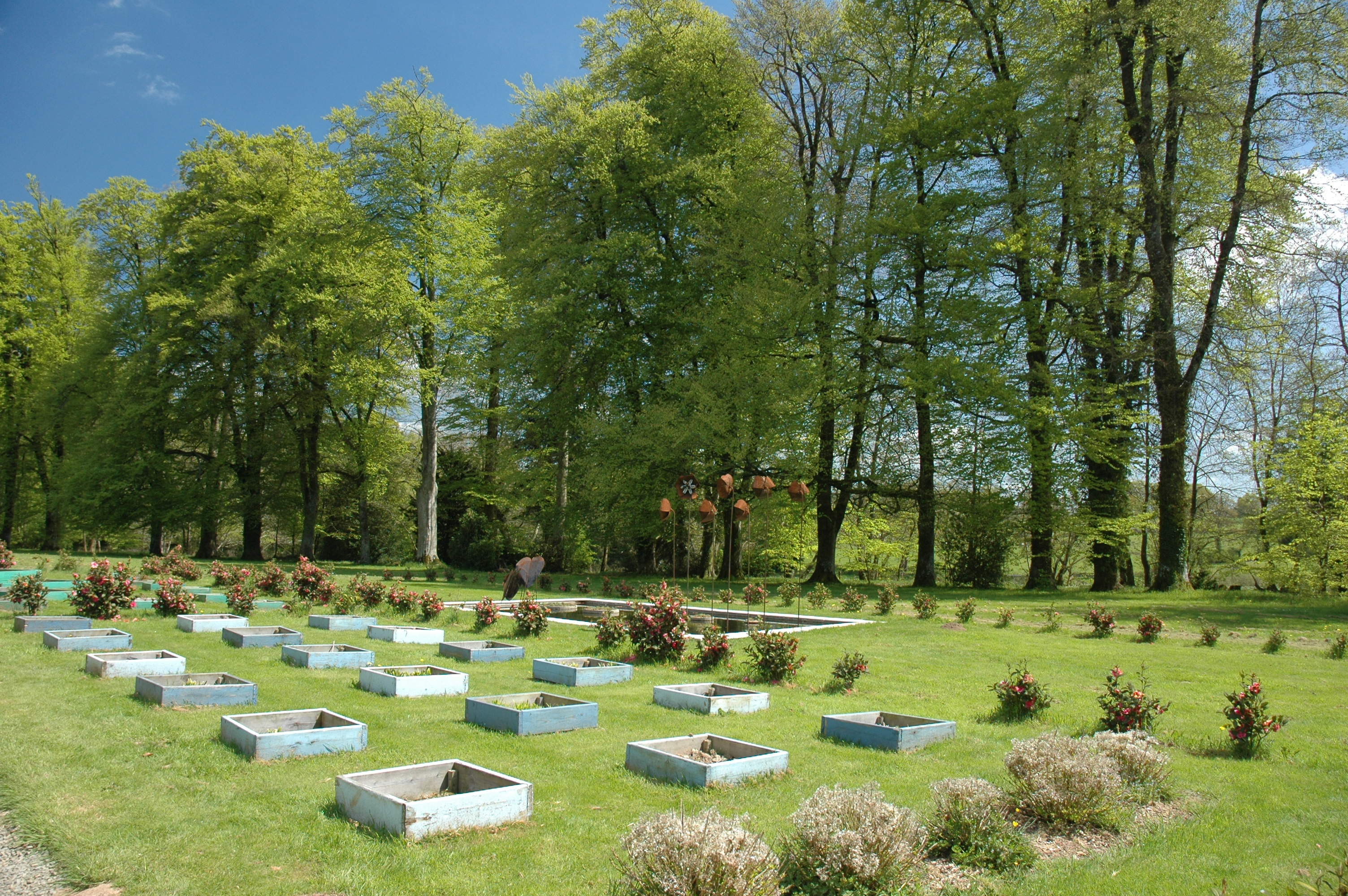
Le jardin des rêveries d'un soir d'été
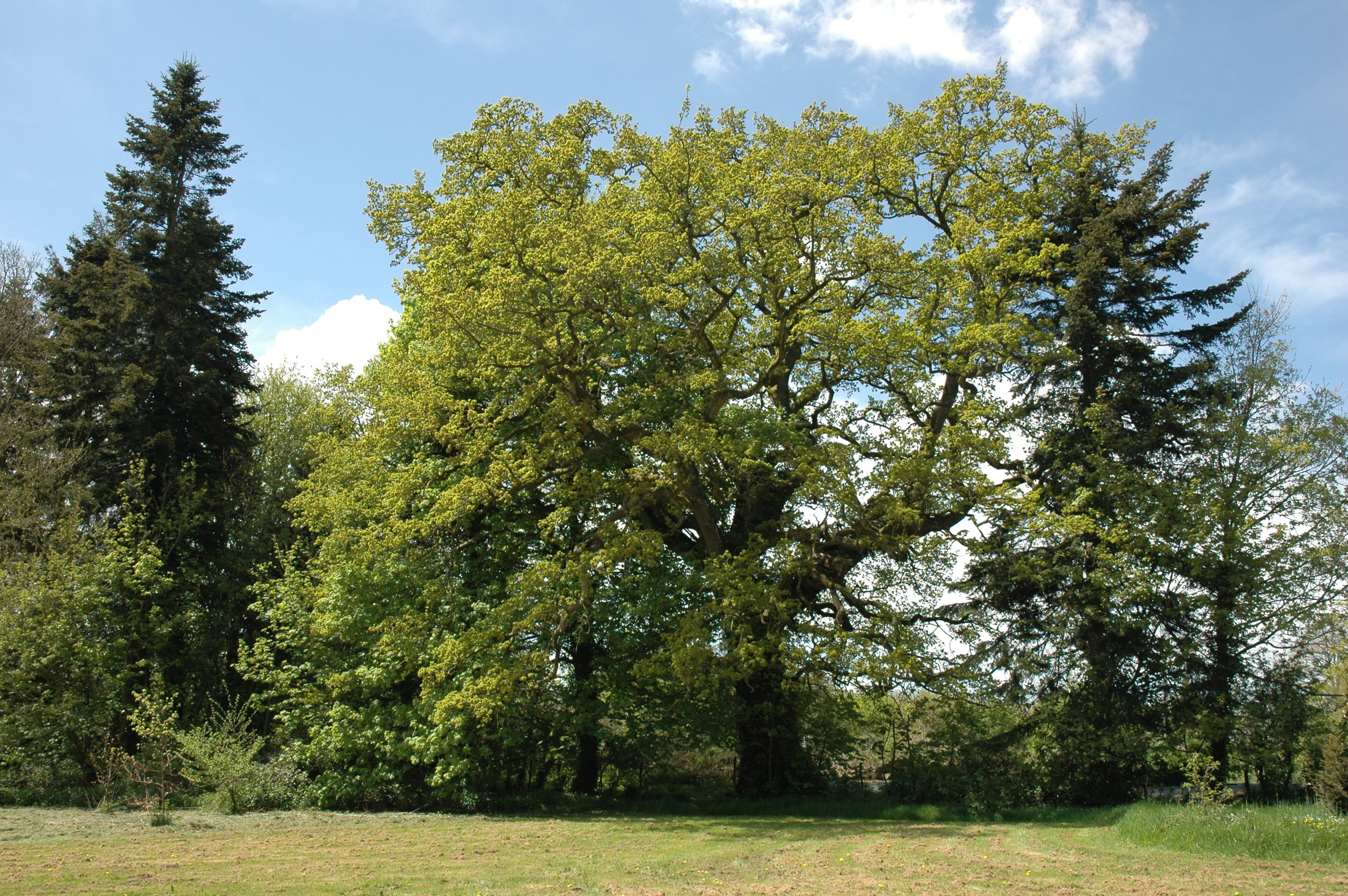
Le jardin du vieux chêne

### Espèces végétales
Le jardin botanique de Haute-Bretagne regroupe des milliers d’espèces végétales sur un domaine de vingt-cinq hectares. On y recense des arbres fruitiers, des plantes vivaces, des arbres remarquables, des arbres d’alignement. Plus de 7 000 taxons ont été recensés dans le parc. En mars, le climat est favorable à la floraison de certaines plantes comme les camélias, les magnolias campbellii, les daphnés ou les narcisses. En avril, ce sont les jacinthes des bois ou les azalées qui fleurissent à leur tour.
Une riche collection de plantes de terre acide est implantée. Particulièrement bien adaptée, cette collection comprend principalement rhododendrons, érables du Japon, camélias, embothriums, magnolias, kalmias, ou des hydrangeas.
Des espaces sont destinés aux enfants, à l’image du parc préhistorique, du labyrinthe des Robinsons ou du grand pont suspendu.

### Accessibilité
Les allées ont été élaborées pour être accessibles aux enfants, aux personnes à mobilité réduite ainsi qu’aux visiteurs en fauteuil roulant. Le parc est accrédité du label « Tourisme et Handicap » avec les mentions « Moteur, Mental et Auditif » pour les visiteurs seuls et les mentions « Moteur et mental » pour les groupes.

## Label
Le ministère de la Culture et de la Communication a décerné le label « jardins remarquables » au parc floral de Haute-Bretagne en 2005.
Le ministère chargé du Tourisme a décerné le label « Qualité Tourisme » en 2011.